# Pelusios sinuatus
Espèce
Synonymes
- Sternotherus sinuatus Smith, 1838
- Sternotherus dentatus Peters, 1848
- Sternothaerus bottegi Boulenger, 1895
- Pelusios sinuatus zuluensis Hewitt, 1927
- Pelusios sinuatus leptus Hewitt, 1933

Pelusios sinuatus est une espèce de tortues de la famille des Pelomedusidae.

## Répartition
Cette espèce se rencontre en Afrique du Sud, au Swaziland, au Botswana, au Zimbabwe, en Zambie, au Malawi, au Mozambique, en Tanzanie, au Congo-Kinshasa, au Burundi, au Rwanda, au Kenya, en Somalie et en Éthiopie.

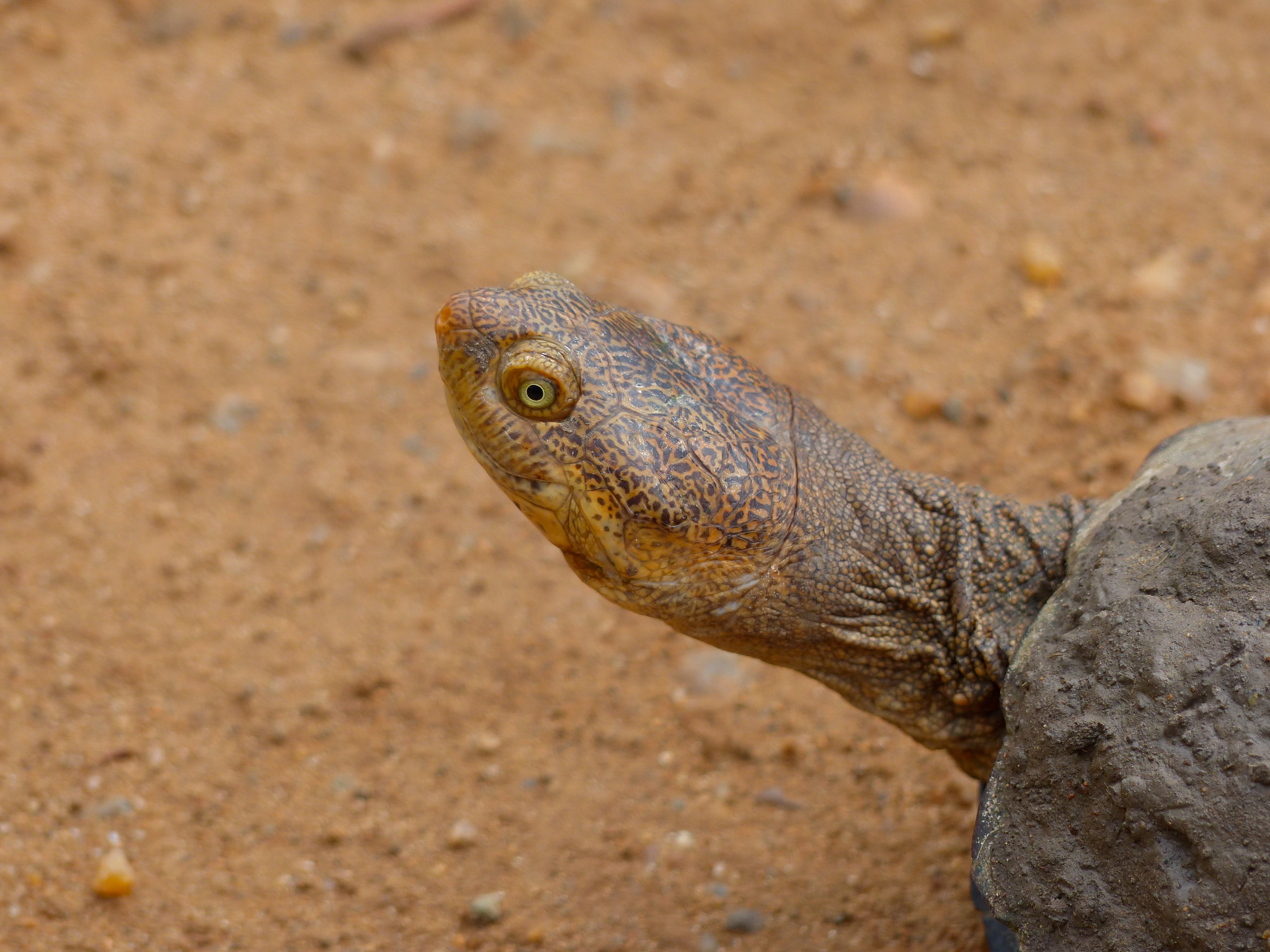

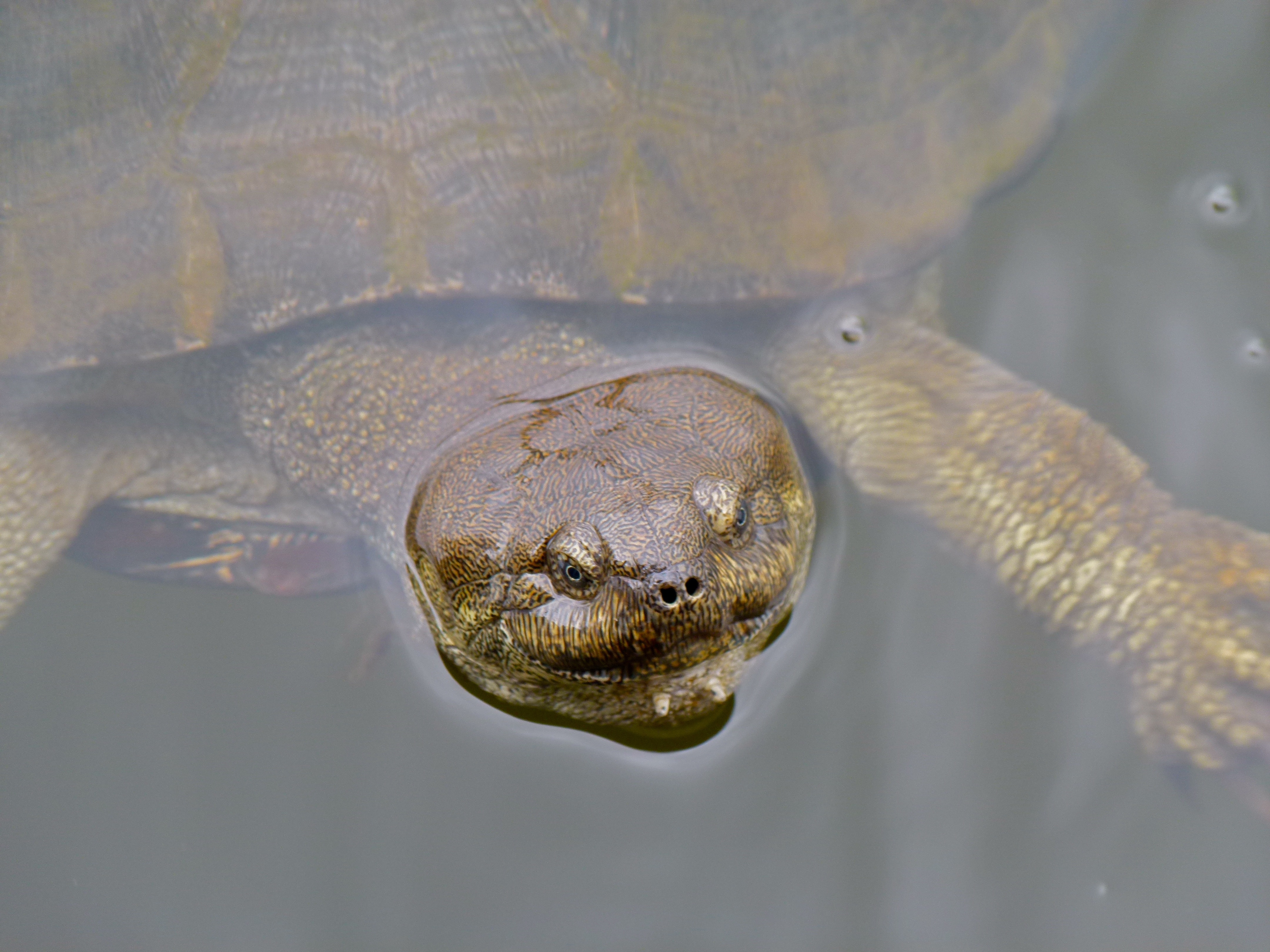

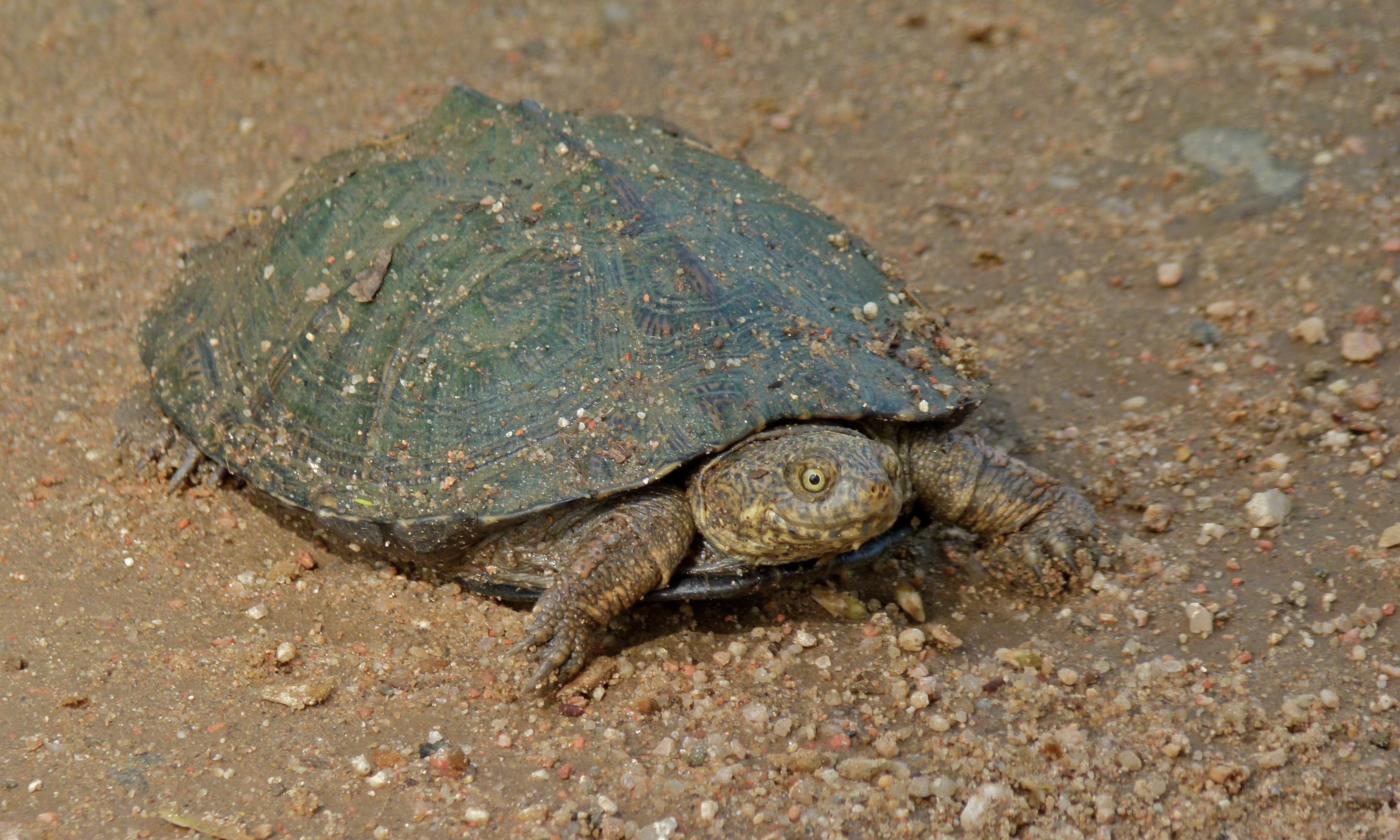

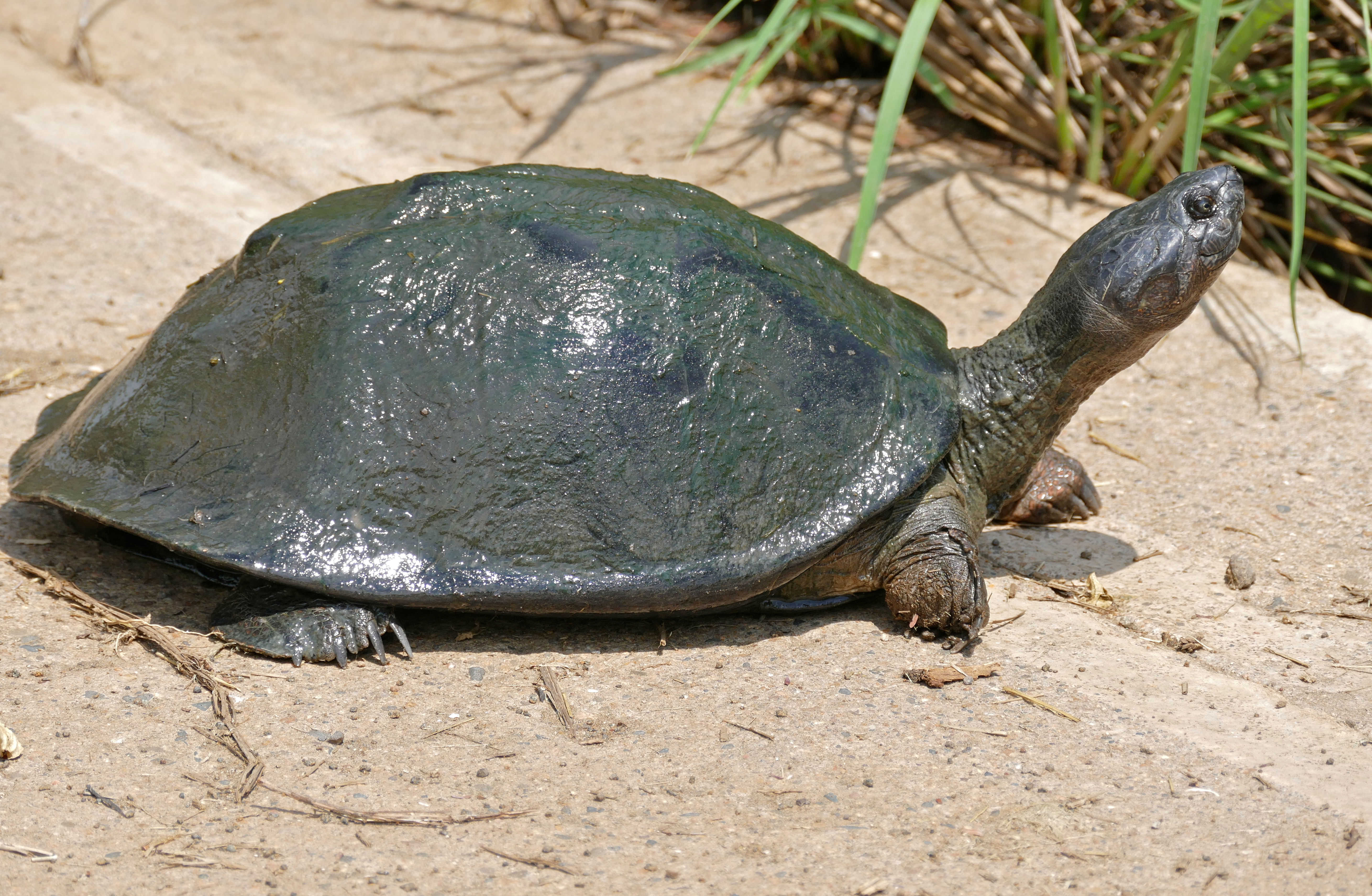

## Publication originale
- Smith, 1838 : Illustrations of the Zoology of South Africa, consisting chiefly of Figures and Descriptions of the Objects of Natural History collected during an Expedition into the Interior of South Africa, in the years 1834, 1835, and 1836. vol. 3, Reptilia, Smith, Elder, and Co., London.